# Авангард (Самарська область)
Авангард (рос. Авангард) — селище в Алексєєвському районі Самарської області Російської Федерації.
Населення становить 837 осіб. Входить до складу муніципального утворення сільське поселення Авангард.

## Історія
Від 2005 року входило до складу муніципального утворення сільське поселення Авангард.

## Населення
| 1986 | 2002 | 2010 | 2014 | 2015 |
| ---- | ---- | ---- | ---- | ---- |
| 943  | ↘875 | ↘865 | ↗867 | ↘837 |